# Хріста Келер
Хріста Келер (нім. Christa Köhler, 18 серпня 1951) — німецька стрибунка у воду.
Олімпійська чемпіонка 1973, 1977 років, призерка 1976 року, учасниця 1972 року.